# سمك القرش الحريري
القرش الحريري (منجلي الشكل من عائلة كركرهينيوس) (Carcharhinus)هو نوع من سمك القرش قداس، في عائلة كركرهينادي، سْمي بالحريري لنْعومة ملمس جلده. إنه واحد من أكثر أسماك القرش وفرة في المنطقة البحرية، ويمكن العثور عليه في أنحاء العالم في المياه الاستوائية. وهو كثير التنقل والمهاجرة، ويوجد هذا القرش في معظم الأحيان على حافة الجْرف القاري وصولاً إلى عمق 50 متر (164قدم). يمتلك القرش الحريري هيكل نحيل، وطويل وانسيابي، وينمو عادة إلى طول 2.5 متر (8 قدم 2). ويمكن تمييزه عن أسماك القرش قداس الكبيرة الأخرى عن طريق زعنفته الظهرية الأولى الصغيرة نسبياً مع حافة خلفية متعرجة الشكل، وزعنفته الظهرية الثانية الصغيرة جداً مع طرفها المْستدق الخلفي الطويل جداً، وزعانفها الصدرية منجلية الشكل والطويلة. ولونه من الأعلى رمادي برونزي، ومعدني داكن ومن الأسفل أبيض اللون.
القرش الحريري هو صياد سريع الحركة، وفضولي ومْثابر، مع كثير من الأحيان الفريسة نادرة في بيئته المحيطية. ويتغذى بشكل أساسي على الأسماك العظمية ورأسيات الأرجل، وكان معروفاً عنه أنه قبل أن يبدأ هجماته القاسية والمندفعة بفم مفتوح يقودْهم إلى مجموعات مدمجة. هذا النوع غالباً ما يتعقب مجموعات سمك التونة وهي الفريسة المفضلة. كما أن حاسة السمع لديه حاده للغاية وبالتالي تسمح له بتحديد موقع الضوضاء منخفضة التردد الناتجة عن تغذية الحيوانات الأخرى وتبعا لذلك التعرف على مصادر الغذاء. القرش الحريري هو ولْود للأحياء، يعني ذلك أن الأجنة النامية تبقى عن طريق اتصال مشيمي بأمهاتها. هناك تباين جغرافي كبير في تفاصيل تاريخ حياته. يحدث التكاثر على مدار السنة ماعدا في خليج المكسيك، حيث يتبع دورة موسمية. تلد الإناث ليترات إلى ما يصل إلى 16 صغير أسماك القرش سنويا أو كل سنتين. تقضي القروش المولودة حديثاً شهورها الأولى في مشاتل الشعاب المحمية نسبياً، على الجرف القاري الخارجي، وتتزاdoيد بشكل كبير قبل أن تنتقل إلى المحيط المفتوح.
الحجم الكبير والاسنان الحادة للقرش الحريري يجعل من المحتمل أن يكون خطيراً، ويتصرف بعدوانية تجاه الغواصين. ومع ذلك، تعد الهجمات نادرة مع دخول عدد قليل من البشر بيئتها المحيطية. وتكمن أهمية أسماك القرش الحريري بسبب زعانفها، وبدرجة أقل للحومها، زيت الكبد، جلودها السميكة والقاسية بالإضافة إلى الفكين. بسبب وفرتها فإنها تشكل عنصراً رئيسياً من مهنة صيد سمك القرش التجارية والحرفية في العديد من البلدان. إلى جانب ذلك، ينتج ارتباطهم مع سمك التونة إلى اصطياد العديد من أسماك القرش باسم الصيد العرضي في مصائد اسماك التونة. بالرغم من بطء استنساخ مثل معظم أسماك القرش الأخرى التوزيع الواسع وحجم السكان الكبير للقرش الحريري. ومع ذلك، فإن البيانات تشير الآن أن أعداد سمك القرش الحريري آخذة في الانخفاض في جميع أنحاء العالم، وهو ما دفع الاتحاد الدولي للحفاظ على الطبيعة (IUCN) لإعادة تقييم حالة صيانته من أقل قلق إلى التهديد القريب في عام 2007.

## التصنيف
نُشر لأول مرة الوصف العلمي للقرش الحريري من قبل علماء الأحياء الألمان وهم جونس مولر(Johannes Müller) وجاكوب هينلي (Jakob Henle) تحت اسم كركريس بريوندون فالسيفورمس Carcharias (Prionodon) falciformis في مستندهم 1839 Systematische Beschreibung der Plagiostomen. عين مؤلفون تابعون هذه الانواع إلى جنس كركرهينيوس. لان نوع عينة مولر وهينلي كانت 53 سم (في21)جنين الانثى الطويل من كوبا، كانت أسماك القرش الحريري البالغة غير معترف بها تاريخياً مثل سي فالسيفورمس (C. falciformis) ووصفت بأنها أنواع مُنفصلة، كركرهينيوس فلوردانس (Carcharhinus floridanus) من قِبل هنري بيجلو،ويليام سكرودر،وستيوارت سبرنجير(Henry Bigelow, William Schroeder, and Stewart Springer) في عام 1943. جعل كلاً من جاك جاريك،رتشارد باكوس،و روبرت جبس جي آر(Jack Garrick, Richard Backus, and Robert Gibbs,Jr) مُرادف نوع سي فلوردانوس (C. floridanus)مع سي فالسيفورمس(C. falciformis) في عام 1964.
لقب المنِجلي المُحدد هو مصطلح لاتيني ل «شكل المِنجل»، والذي يشير إلى الخطوط العريضة للزعانف الظهرية والصدرية. يأتي الاسم الشائع للقرش الحريري من نعومة نسيج جلدها مقارنةً مع أسماك القرش الأخرى، الناتج من أسنانها الصغيرة الجلدية المُكتظة على نحو مُفرط. يُمكن أيضاٍ الإشارة إلى بقعة تكثُر فيها أسماك القرش (غالبا تُستخدم ل سي سيلي) (C. sealei)، قرش الشعاب المرجانية الرمادي (التي تستخدم عادة ل سي امبليرهنكوس)( C. amblyrhynchos)،قرش الحيتان الرمادية، سمك القرش الزيتوني، سمك قرش الشِعاب المرجانية، سمك القرش ردجيباك(ridgeback)،سمك القرش المنجلي، سمك القرش الحريري المنجلي، سمك القرش على شكل مِنجل، سمك القرش الحريري و الحيتان الحريرية.

## النشوء والتطور
تم العثور على أسنان متحجرة تعود لسمكة القرش الحريري في ولاية كارولينا الشمالية: بجوار عظام الفكيين العلويين للحيتان، واحد في الطين التي يرجع تاريخها إلى العصر البلِستوسيني-الهولوسين (Pleistocene-Holocene) (قبل 12،000 سنة)، والآخر في جوز كريك (Goose Creek) حجر الكِلس يرجع تاريخها إلى العصر البليوسيني المتأخر (3.5 قبل مليون سنة)، وكذلك من نهر بنغو (Pungo River)، التي يرجع تاريخها إلى العصر الميوسيني (Miocene) (23-5.3 قبل مليون سنة). كما تم العثور أيضاً على طبقات الأسنان الأحفورة في العصر الحديث في محجر كافا سريدي (Cava Serredi) في توسكانا، إيطاليا. كركرهينيوس الونج توس، ممثل سابق من سلالته مع أسنان ذو أطراف حادة، ومن المعروف من اوليغوسيني (Oligocene) (تمتد من حوالي 34مليون إلى 23مليون سنة قبل الحاضر) تشكيل في الكنيسة القديمة الودائع في ولاية فرجينيا، وتشكيل اشلي ولاية كارولينا الجنوبية. وهناك مجموعة ذات وصف سيء، الأيوسين (تمتد من حوالي 56مليون إلى 34مليون سنة قبل الحاضر) تشبه أسنان تلك من هذه الأنواع معروفة من مصر.
كانت الجهود الأولية لحل العلاقات التطورية لسمك القرش الحريري غير حاسمة: اعتمادا على علم التشَكل اقترح جاك جاريك في عام 1982أن نوع من أنواع سمك القرش قداس مثل سيلي أقرب قريب لها. في عام 1988، خصص ليونارد كومباجنو صوتيا لمجموعة انتقالية غير رسمية ويتضمن أيضا سمك القرش بلاك نوز مثل اكرون وتوس وقرش الشعب المرجانية بلاك تب مثل ميلانو بتروس وسمك القرش العصبي مثل كوتوس وسمك القرش النحاسي مثل براشي روس وسمك القرش الليلي مثل سيجنا توس.
وفي الآونة الأخيرة، تحليل غافن نايلور في النشوء والتطور عام 1992، استند إلى تسلسل البيانات لأشكال مختلفة للإنزيم، وجد أن سمك القرش الحريري هو جزء من مجموعة تحتوي على أسماك القرش الكبيرة مع قمة عليا طويلة وضيقة بين الزعانف الظهرية. يحتوي فرع واحد في هذه المجموعة على سمك القرش الرملي (بلوم بوس) وسمك القرش بيج نوز (التي موس)، في حين أن سمك القرش الحريري هو العضو الاساسي من الفروع الأخرى وصنف شقيق إلى كليد التي تحتوي على قرش الشعاب المرجانية في منطقة البحر الكاريبي (بيريزي)وسمك القرش غالاباغوس وقرش المحيطات وايت تيب (لونج امانوس) وسمك القرش القاتم (اوبسكورس) والقرش الأزرق (بريوناس جلوسا). تحليل الدي ان أي الرايبوسومي الذي أجراه ماين دساي في عام 2008 شمل سمك القرش الحريري والأزرق وبيج نوز، وأكد قربه من هذه الأنواع الثلاثة.

## التوزيع والموطن
لدى أسماك القرش الحريري توزُع عالمي في المياه البحرية الأكثر دفئا من23درجة حرارة مئوية (73فهرنهايت). في المحيط الأطلسي، وجدت من الولايات المتحدة الأمريكية في ولاية ماساشوستس إلى إسبانيا في الشمال، ومن جنوب البرازيل إلى شمال أنغولا في الجنوب، بما في ذلك البحر الأبيض المتوسط، وخليج المكسيك، والبحر الكاريبي. ويحدث ذلك في جميع أنحاء المحيط الهندي، وجنوبا حتى موزمبيق في الغرب وغرب أستراليا في الشرق، بما في ذلك البحر الأحمر والخليج العربي. في المحيط الهادي، والمدى الشمالي من نطاقها يمتد من جنوب الصين واليابان إلى باجا كاليفورنيا الجنوبية وخليج كاليفورنيا، في حين أن المدى الجنوبي يمتد من سيدني، أستراليا إلى شمال نيوزيلندا إلى شمال تشيلي. على أساس الاختلافات في تاريخ الحياة، فقد تم تحديد أربعة سكَان مختلفين من أسماك القرش الحريري في أحواض المحيطات في جميع أنحاء العالم: في شمال غرب الأطلسي، في غرب ووسط المحيط الهادئ، في شرق المحيط الهادئ، وفي المحيط الهندي.
في المقام الأول القرش الحريري من سكان المحيطات المفتوحة، ويتواجد بشكل شائع من السطح إلى عمق 200متر(660قدم)، ولكن يمكنه الغوص إلى 500متر (1.600قدم) أو أكثر. وجدت دراسات تتبعيه في شرق المحيط الهادئ الاستوائي وشمال خليج المكسيك من رحلتها البحرية أن أسماك القرش الحريري تقضي 99% من وقتها على بعد 50متر (160قدم) من السطح، و80-85%من وقتها في الماء مع درجة حرارة من 26-30درجة مئوية(79-86فهرنهايت)، كان نمط ثابت بغض النظر عن النهار أو الليل. تفضل هذه الأنواع حواف الأرصفة القارية والانعزالية، وغالبا على طول الشعاب في المياه العميقة وحول الجزر. مداها يمتد في أقصى الشمال والجنوب على طول الحواف القارية الا في مياه المحيطات. من وقت إلى آخر، قد تغامر إلى المياه الساحلية كما الضحلة إلى 18متر (59قدم). أسماك القرش الحريري كثيرة التنقل والمهاجرة، لذلك فإن تفاصيل تحركاتهم لم تكن معروفة. وسجلت بيانات بطاقات التعقب أسماك القرش الفردية تتحرك ما يصل إلى 60كم (37ميل) لكل يوم، وتغطي مسافات تصل إلى 1.339كم(832ميل). تتحرك أسماك القرش الكبيرة عموما مسافات أطول من أسماك القرش الصغيرة. في المحيط الهادي وربما في أماكن أخرى، فإنها تقضي الصيف في مناطق خطوط العرض العليا جزئياً، وخصوصا خلال سنوات النينيو (El Niño) الأكثر دفئاً. في شمال المحيط الأطلسي، تتبع معظم أسماك القرش تيار الخليج شمالا على طول الساحل الشرقي الأمريكي. وفي خليج عدن، وهو الأكثر شيوعا في أواخر الربيع والصيف.

## الوصف
نحيل وانسيابي، يملك القرش الحريري خطم طويل إلى حد ما ومستدير مع جنيحات اضافية متحركة ومتقدمة على نحو هزيل من الجلد أمام الخياشيم. عينين متوسطة الحجم ومُستديرة مُزودة بالأغشية الرامشة (تُقدم الحماية والوقاية لجفون العين الثالثة). تُوجد ثلمات مُسطحة قليلاً وقصيرة في زوايا الفم. هناك 14-16و13-17 من صفوف الأسنان على جانبي الفكين العلوي والسفلي على التوالي (عادةً 15على حد سواء). الأسنان العلوية مُثلثة الشكل ومُسنَنه بقوة مع شجة في الحافة الخلفية، وتُقيم في المركز وتصبح مائلة أكثر باتجاه الجانبين. الأسنان السفلية ضيقة ومستقيمة وذات حواف مصقُولة. الأزواج الخمسة من الفتحات الخيشومية معتدلة في الطول.
الزعانف الظهرية والصدرية مميزة وتساعد على تمييز سمك القرش الحريري من الأنواع المماثلة. الزعنفة الظهرية الأولى صغيرة نسبياً، وقياساً بسمك القرش الحريري فأنها تعتبر أقل من واحد من عشرة من ارتفاعه، وتنشأ خلف الأطراف الخلفية الخالية من الزعانف الصدرية. يملك رأس مستدير، وطرف خلفي على شكل حرف (S)، والقمة الخلفية الحُرة طولها حوالي نصف طول الزعنفة. الزعنفة الظهرية الثانية صغيرة جداً، أصغر من الزعنفة الشرجية، مع قمة خلفية حرة طويلة جداً تعتبر أطول بثلاث مرات من طول الزعنفة. هُناك قِمة عُليا ظهرية وضيقة تمتد بين الزعانف الظهرية. الزعانف الصدرية ضيقة ومعقوفه (على شكل المنجل)، وطويلة خاصةً في البالغين. تنشأ الزعنفة الشرجية جزئيا قبل الزعنفة الظهرية الثانية وتحتوي على شق عميق في الحافة الخلفية. الزعنفة الذيلية مرتفعة إلى حد ما مع فص سفلي مُتقدم.
ويُغطي الجلد بشكل مُكثف بنُتوءات سنية جلدية مُتداخلة ودقيقة. كُل نُتوء سني هو على شكل ألماس ويحمل قمم عُليا طويلة اُفقية تقود إلى الأسنان الطرفية الخلفية، والتي تزداد بالعدد كلما كبُر القرش بالسن. لون الجزء الخلفي معدني ذهبي بني إلى رمادي داكن والبطن أبيض ثلجي، والذي يمتد على الخاصرة بمثابة شريط مضيء باهت. الزعانف (باستثناء الظهرية الأول) تصبح قاتِمه في الأطراف، وهذه أكثر وضوحا في أسماك القرش الصغيرة. يتلاشى ترتُب الألوان بسرعة إلى رمادي باهت بعد الموت. واحد من أكبر أعضاء نوعه، ويصل سمك القرش الحريري عادة بطول 2.5متر(8.2قدم)، مع تسجيله أقصى طول ووزن وهم على التوالي 3.5متر(11قدم) و346كلغ (763رطل). تنمو الإناث أكبر من الذكور.

## علم الأحياء وعلم البيئة
يُعد سمك القرش الحريري واحد من أكثر أسماك القرش البحرية الثلاثة شيوعاً جنبا إلى جنب مع أسماك القرش الزرقاء والمحيطية ذوات الرأس الأبيض، ويُعد من بين أكثر الحيوانات المُحيطية الكبيرة عدداً في العالم، بحيث يبلغ عدد سكانه ما لا يقل عن عشرات الملايين. بالمقارنة مع النوعين الآخرين، يعتبر من أقل الكائنات البحرية دقة ووُجدت بأرقام كبيرة في المياه البعيدة عن الشاطئ المُرتبطة مع اليابسة، حيث يتم الحصول على الغذاء بسهولة أكبر من المحيطات المفتوحة تماماً. القرش الحريري هو كائن مُفترس نشيط وفضولي وعدواني، برغم ذلك سيلجأ إلى البطء ولكن بقوة أكبر في المواقف التنافسية مع قرش المحيطات صاحب الرأس الأبيض. عندما يقترب إلى شيء يُثير انتباهه قد يبدو غافل، بهدوء يقوم بالدوران وأحياناً يحرك رأسه من جهة إلى أخرى. لكنه بإمكانه أن يستجيب مع سرعة مذهلة إلى أي تحول في المناطق المحيطة به. هذا القرش غالباً ما يتواجد حول الأشياء العائمة مثل قطع الخشب العائمة والعوامات البحرية المربوطة.
أسماك القرش الحريري الصغير معروفة بكبر تجمعاتها الحرة والمنظمة والتي قد تكون بهدف الدفاع المشترك. قد يتجمع ما يزيد عن الألف منهم خلال الهجرات. يتم فصل هذه المجموعات غالباً حسب الحجم، وفي المحيط الهادي قد يتم الفصل أيضاً حسب الجنس. وقد لُوحظت أسماك القرش الحريري ضمن مجموعات عن طريق «التدافع على الماء» ويستعرضون من خلاله معلومات عن بعضهم البعض، بالإضافة إلى فغر أفواههم أو نفخ خياشيمهم. أحياناً تندفع أسماك القرش الحريري فجأةً إلى الأعلى، وتنحرف بعيدا قبل أن تصل إلى السطح متراجعة إلى المياه العميقة.